# Paramormyrops sphekodes
Paramormyrops sphekodes es una especie de pez elefante eléctrico perteneciente al género Paramormyrops en la familia Mormyridae presente en varias cuencas hidrográficas de África, entre ellas el río Ogowe. Es nativa de la región del Congo, Gabón y Camerún; y puede alcanzar un tamaño aproximado de 11,4 cm.

## Estado de conservación
Respecto al estado de conservación, se puede indicar que de acuerdo a la IUCN, esta especie puede catalogarse en la categoría «Preocupación menor (LC)».